# Museo de Arte Contemporáneo de Oaxaca
Este museo fue fundado el 28 de febrero de 1992 por la Asociación Civil Amigos del Museo de Arte Contemporáneo de Oaxaca A.C. con el apoyo del gobierno del estado, así como la colaboración del Instituto Nacional de Bellas Artes. Gracias a la iniciativa de un grupo de ciudadanos y artistas dentro de los que figuraron el maestro Francisco Toledo-, Rodolfo Morales, Arnulfo Aquino, Rubén Leyva, Sergio Hernández y Luis Zárate, entre otros.

## El inmueble
Ubicado en la llamada Casa de Cortés, que se construyó durante finales del siglo XVII y principios del XVIII, posee una hermosa fachada, corredores en sus dos pisos y tres patios.

## La colección
El museo cuenta con catorce salas de exposición permanente y obras de Rufino Tamayo, Francisco Gutiérrez, Rodolfo Nieto, Rodolfo Morales y Francisco Toledo.

## Actividades
Las salas restantes albergan exposiciones temporales de artes plásticas, gráfica, instalación y fotografía. Desde su fundación, el Museo ha presentado exposiciones de artistas como Günther Gerzso, Jorge Du Bon, Francisco Toledo, Francis Alÿs, Mona Hatoum, James Brown y Graciela Iturbide.
Realiza diferentes actividades culturales como conferencias, mesas redondas, conciertos, recitales y presentaciones de libros.
El MACO es también sede de la Bienal de Pintura Rufino Tamayo.